# Vilmos király sziget
A Vilmos király sziget (angolul King William Island, inuktitutul Qikiqtaq, a. m. „sziget”) Kanada Nunavut területének Kitikmeot régiójában található sziget, a Kanadai-szigetvilág tagja. 13 111 km2-es területével a Föld 61. legnagyobb és Kanada 15. legnagyobb szigete. Egyetlen állandóan lakott települése Gjoa Haven, amelynek népessége 2006-ban 1064 fő volt.
Keleten a James Ross-szoros és a Rae-szoros választja el a Boothia-félszigettől. Nyugaton a Viktória-szoros határolja, melynek másik oldalán a Viktória-sziget fekszik. Tőle délre a Simpson-szoros található, benne a Todd-szigettel, azon túl pedig a Adelaide-félsziget és délnyugatra a Maud királyné-öböl.
Partvonalának fontosabb helyei: Victory-fok (észak), Gore-fok, Le Vesconte-fok, Erebus-öböl és Terror-öböl (nyugat), Douglas-öböl, Booth-fok, Gjoa-öböl - Gjoa Haven (dél).
A sziget sík, tavakkal foltozott felszínén az egyetlen jelentősebb magaslat egy 137 méteres domb.
Tundranövényzetét nyaranta rénszarvascsordák legelik.

## Története
Az eszkimók által már régóta lakott szigetet 1830-ban IV. Vilmos tiszteletére eredetileg Vilmos király földnek nevezte el John Ross, mivel félszigetnek vélte. Számos, az északnyugati átjárót kereső felfedező vészelte át a telet a szigeten.
John Franklin expedíciójának hajói, az Erebus és a Terror 1846 szeptemberében a szigettől északnyugatra a jég fogságába estek. Franklin 1847. június 11-én meghalt, és a betegségek miatt egyre rosszabb állapotban lévő legénység 1848 áprilisában elhagyta a még mindig mozdíthatatlan hajókat, hogy a sziget nyugati partja mentén délre induljon. Többségük még a szigeten meghalt; csak 30-40 fő jutott el a kontinens északi partjáig, de ott ők is feladták.
1903-ban Roald Amundsen Gjøa nevű hajójával a James Ross-szorosban kerülte meg a szigetet, és a déli part egy természetes kikötőjében várta ki, amíg szabaddá válik az út. Összesen 22 hónapot töltött a szigeten, ahol a helyi netsilik inuitoktól sokat megtudott a sarki körülmények közötti túlélésről. 1904 nyarán a Boothia-félszigeten felkereste az északi mágneses sarkot, ami (annak akkor még ismeretlen vándorlása miatt) máshol helyezkedett el, mint ahol James Clark Ross 1831-ben találta.